# Fernando Ovelar
Fernando Fabián Ovelar Martínez (Assunção, 6 de janeiro de 2004) é um futebolista paraguaio que atua como atacante. Atualmente defende o Pachuca.

## Carreira
Estreou profissionalmente em outubro de 2018, contra o 3 de Febrero, em jogo válido pela 16ª rodada do Torneio Clausura do Campeonato Paraguaio que terminou empatado por 1 a 1 (gols de Ángel Orué para o 3 de Febrero e Diego Churín para o Cerro), tornando-se o mais jovem futebolista a entrar em campo na história da competição.
Porém, seria no clássico frente ao Olimpia, realizado em 4 de novembro, que o atacante virou notícia: aos 16 minutos do primeiro tempo, abriu o placar depois de encobrir Alfredo Aguilar, goleiro do Rey de Copas. Este gol fez com que Fernando Ovelar entrasse para a história do futebol paraguaio, como o jogador mais jovem a fazer um gol no campeonato nacional, aos 14 anos, 9 meses e 17 dias.
Em janeiro de 2023 acertou com o Pachuca.

## Vida pessoal
Seu avô, Gerónimo Ovelar, é considerado um dos maiores ídolos do Cerro Porteño, e também chegou a defender a Seleção Paraguaia na Copa América de 1979 em 3 jogos.